# Wireless World Research Forum
El WWRF, o Wireless World Research Forum, (Fòrum Mundial de Recerca en Sense Fils) és una organització mundial en telecomunicacions que va ser fundada l'agost de l'any 2001.
L'objectiu de la WWRF és formular visions sobre les futures direccions d'estratègia de recerca en el camp del sense fil (wireless) entre les indústries i els científics, i generar, identificar i promoure les àrees de recerca i les tendències tècniques per a tecnolopgies de sistemes de telefonia mòbil i sense fils.
El WWRF contribueix en la tasca feta dins ITU, UMTS Forum, ETSI, 3GPP, 3GPP2, IETF i altres organismes importants respecte als temes d'estandardització i comercialització.